# Изергин, Михаил Ильич
Михаи́л Ильи́ч Изерги́н (31 июля 1875, Изюм — 21 ноября 1953, Париж, Франция) — полковник Генерального штаба. Участник Русско-японской войны, Первой мировой войны, Белого движения во время Гражданской войны.

## Биография
Родился 31 июля 1875 года в городе Изюме, в семье личного почётного гражданина этого города, помещика Харьковской губернии.
Окончил Харьковское городское реальное училище, затем поступил в Киевское военное училище которое окончил в 1899 году.
После окончания училища получил назначение в Туркестанский военный округ во 2-й Закаспийский железнодорожный батальон.
Участвовал в русско-японской войне 1904—1905 годов, в должности командира роты.
В 1908 году окончил два класса Николаевской академии Генерального штаба.
В 1914 году был причислен к Генеральному штабу. С первых дней Первой мировой войны, Михаил Ильич — в действующей армии. Занимал ряд командных и штабных должностей, участвовал в боях на Северо-Западном фронте и в Карпатах. За мужество и героизм, проявленные в боях, получил несколько боевых наград.
C 1917 года в чине подполковника.
После октябрьского переворота, Михаил Ильич непродолжительное время служил в штабе армии гетмана Скоропадского, затем вступил в белую Добровольческую армию с 1918 года.
Служил на штабных должностях в Кавказской армии генерала Врангеля и пользовался его личным доверием. Когда в июне 1919 года по просьбе адмирала Колчака, Врангель решил командировать группу офицеров своего штаба на Восточный фронт, то для связи со штабом отдельной Уральской армии выбор его пал на Изергина. 3 июля 1919 года через Гурьев тот прибыл в штаб Уральской армии и поступил в распоряжение её командующего и атамана Уральского Казачьего Войска генерала Толстова. 13 августа 1919 года по приказу командующего принял командование 1-м Уральским корпусом, вместо заболевшего генерала Н. А. Савельева.
Сложно сказать, почему крупное казачье формирование возглавил не кто-то из местных, известных и авторитетных казачьих офицеров, а прикомандированный на Урал штабной офицер связи от Кавказской армии. Ответ на этот вопрос не дает ни сам Изергин М. И. в своих мемуарах-воспоминаниях, ни имеющиеся в распоряжении исследователей документы. Возможно, определяющую роль сыграли личностные и служебные качества полковника Изергина. Он имел ценный практический опыт командования большими воинскими соединениями, особенно в условиях отступления, а также опыт штабного планирования будучи полковником Генштаба, хорошо зарекомендовавшим себя в годы Великой войны. Не исключено, что это назначение было согласовано с генералом Врангелем, который пользовался большим авторитетом в казачьих кругах. Так или иначе, став командиром 1-го Уральского корпуса, Михаил Ильич занял одну из ключевых должностей в Уральской армии.
В начале сентября 1919 года он разработал и подготовил план, а 5 сентября 1919 года осуществил рейд на Лбищенск, где находился штаб 25-й стрелковой дивизии Красной армии во главе с её начальником В. И. Чапаевым. В результате нападения штаб был разгромлен, Чапаев, Батурин и большое число личного состава погибли. Эти события были им подробно описаны в воспоминаниях, часть которых с небольшими сокращениями была опубликована под названием «Рейд на Лбищенск».
В связи с общим отступлением армии Колчака и усилением давления превосходящих сил красных 27 ноября 1919 года оставил Лбищенск, а через месяц, в конце декабря, заболел тифом и сдал командование Уральским корпусом. Прибыл с отступающими частями в Гурьев, откуда с остатками Уральской армии, чудом выжив в изнурительном зимнем походе, добрался до форта Александровского. В феврале 1920 года был в числе других перевезён Каспийской флотилией ВСЮР в Петровск (Махачкала), откуда затем через Баку и Батум прибыл в Крым в распоряжение штаба генерала Врангеля.
В октябре 1920 года получил назначение на должность начальника передвижения войск в прифронтовой полосе и вместе с подчинённым ему железнодорожным батальоном участвовал в последних боях в ноябре 1920 года.
Во время крымской эвакуации Михаил Ильич пережил трагедию, потеряв семью — жену и двух дочерей. Вместе с ними полковник Изергин прибыл на севастопольскую пристань, где собралась большая толпа. Красные приближались к городу и началась паника. Изергину нужно было ненадолго отлучиться, чтобы оформить места на пароход. Он оставил жену с дочерьми, строго наказав им никуда не уходить. Когда же он вернулся, то своей семьи на пристани не нашёл — они как в воду канули…
Оставшуюся часть жизни Изергин провёл во Франции, проживая в Ницце, где состоял преподавателем физики, математики, черчения, гимнастики и инспектором в русской гимназии «Александрино». В 1929 году женился на Марии Владимировне Татищевой (1890—1967), дочери графа Владимира Сергеевича Татищева.
Во время Второй мировой войны переехал в Курбевуа на северо-востоке от Парижа, где и скончался 19 ноября 1953 года. Похоронен на русском кладбище в Сент-Женевьев де Буа.